# Un fin de semana de Los Cinco
Un fin de semana de los Cinco es un libro de la escritora británica Enid Blyton escrito en 1951. Corresponde al décimo libro de la colección de Los Cinco. 

## Argumento
Los Cinco tienen un fin de semana libre en el mes de octubre, y lo emplean en realizar una marcha a través de las landas. Tim se daña una pata mientras persigue a los conejos. Cuando Jorge y Julián lo llevan a curar, Dick y Ana continúan hacia la Alquería Laguna Azul. Desafortunadamente, las indicaciones que reciben no son buenas, y llegan a la barraca de la señora Taggart, donde Dick pasa la noche en vela en un viejo granero. Durante la noche alguien le susurra ,lo llama por su nombre y le pasa un trozo de papel por un roto en la ventana. 
Al día siguiente, cuando los Cinco se reúnen, Dick les cuenta lo del mensaje y el papel. Suponiendo que todo tiene que ver con un convicto que ha escapado, llevan el papel a la policía, que no cree que la información sea importante, por lo que deciden resolver el misterio por su cuenta. Creen que el mensaje es de Nailer, un criminal que está en prisión, que había robado joyas que nunca se habían recuperado. Ellos buscarán en Dos Árboles, el sitio mencionado en el mensaje, donde encontrarán a Dick el Sucio y a Maggie Martin, que intentarán ahuyentarlos. 
Otra de las pistas es Juan el descarado, que creen que se refiere a un bote que no está en el embarcadero. De este modo deciden buscarlo en el lago, Agua Triste. Con una vieja balsa, van encontrando que las pistas del papel son referencias en el lago. Así encuentran a Juan el descarado hundido en el fondo, rescatando las joyas. Dick el Sucio y Maggie Martin intentan detenerlos quedando atrapados en los pantanos. Los chicos llaman a Mr Gaston, el hombre que curó la pata a Tim, y éste los recoge con su coche y los lleva a la policía. Después el sargento afirma que las joyas son de Fallonia.

## Personajes
- Los Cinco: Julián, Dick, Jorge, Ana y Tim.
- Mr Gaston (veterinario amateur)
- Maggie Martin (peligrosa delincuente)
- Dick Taggart (Dick el Sucio, delincuente)

## Lugares
- Beacon
- Alquería Laguna Azul
- Reebles
- Dos Árboles